# Gracie Glam
Gracie Glam (Raleigh, Carolina del Nord, 30 de setembre de 1990) és una actriu porno nord-americana.
Va estudiar a 14 col·legis mentre va viure a Atlanta i Florida. Al mateix temps que concorria a la universitat a Florida i treballava de promotora, va realitzar el seu primer nu per a la revista Score. Va fer diversos vídeos en solitari abans de realitzar un amb una altra noia per al programa Reality Kings. Glam es va mudar a Los Angeles i es va inscriure en el Fashion Institute of Design & Marxandatge. El seu excés de treball la va portar a deixar l'escola.
El gener de 2013, Glam va ser al costat de Miles Long, Kendall Karson i Nikki Phoenix, l'amfitriona de la festa donada en el Lounge TABU del MGM Grand Las Vegas durant el cap de setmana en què es van dur a terme els premis AVN del 2013.
Després de tres anys de ser representada per Direct Models, Glam va deixar l'agència a l'agost de 2013 i va començar a manejar les seves pròpies reserves.